# Малышев, Николай Иванович (подводник)
Николай Иванович Малышев (26 ноября 1911, Петровский район — 13 октября 1973, Ялта, Крымская область) — советский военный моряк, командир подводных лодок в годы Великой Отечественной войны, Герой Советского Союза (16.05.1944), лишён звания Героя и наград 6.05.1952 г. в связи с осуждением за убийство сына. Капитан 3-го ранга (20.07.1944).

## Биография
Родился 26 ноября 1911 года в деревне Новопавловка Кондольской волости (ныне — Пензенский район Пензенской области).

### Военная служба
В 1931 году был призван на службу во флот. С апреля по декабрь 1932 года служил комендором на линкоре «Марат» Балтийского флота. В 1932 году окончил артиллерийскую школу Учебного отряда, в 1933 году — морской факультет при электроминной школе имени А. С. Попова, в 1937 году — Военно-морское училище имени М. В. Фрунзе. После окончания училища служил на Черноморском флоте. С октября 1937 года по ноября 1938 года штурман подводной лодки «А-4».
В 1939 году окончил спецкурсы комсостава подводного плавания, после чего продолжил службу на Черноморском флоте, с июля 1939 года по ноябрь 1940 года помощник командира подводной лодки «А-2», а в ноябре 1940 года — ноябре 1941 года — командир ПЛ «А-3». К началу Великой Отечественной войны подводная лодка, которой командовал Н. И. Малышев, находилась в Севастополе на капитальном ремонте. В июле 1941 года, завершив ремонтные работы, она была передислоцирована в город Поти, где до ноября 1941 года она выполняла задачи несения дозорной службы в морском районе юго-западнее города, но встреч с кораблями противниками не имела.
В ноябре 1941 года старший лейтенант Н. И. Малышев был назначен командиром подводной лодки «М-62» 2-й бригады подводных лодок Черноморского флота. Под его командованием лодка принимала участие в обороне Севастополя и Кавказа, освобождении Крыма, совершала боевые походы на коммуникации противника, поиск и уничтожение кораблей противника. Подлодка действовала в районах мыса Тарханкут, мыса Бургас, островов Фидониси, Сулина-Констанца. Подлодка неоднократно подвергалась атакам вражеских судов, однако благодаря своевременным действиям Н. И. Малышева, подлодку всегда удавалось увести из-под удара.
С июня 1941 года по сентябрь 1944 года подлодка совершила 26 боевых походов, потопив при этом два транспорта и десантную баржу.
16 мая 1944 года указом Президиума Верховного Совета СССР за «образцовое выполнение боевого задания командования в борьбе с немецко-фашистскими захватчиками по освобождению Крыма и проявленные при этом мужество и героизм» капитан-лейтенант Н. И. Малышев был удостоен звания Героя Советского Союза с вручением ордена Ленина и медали «Золотая Звезда» за номером 3809. 20 июля 1944 года Н. И. Малышеву было присвоено воинское звание капитана 3 ранга. 22 июля того же года подлодка Н. И. Малышева была удостоена гвардейского звания.
Был награждён орденами Красного Знамени (1943), Красной Звезды (1946); медалями «За боевые заслуги» (3.11.1944), «За оборону Севастополя», «За оборону Кавказа».
Был представлен к награждению орденом Нахимова II степени.
В ноябре 1944 года — июле 1945 года командовал подводной лодкой «ТС-3». В июле 1945 года был переведён на Краснознамённый Балтийский флот, но с января 1946 года вновь продолжил командовать подводной лодкой «ТС-2» на Черноморском флоте. В январе 1948 года капитан 3 ранга Н. И. Малышев был уволен в запас.

### Убийство и судимость
Проживал в городе Ялта Крымской области. Неоднократно имел партийные взыскания из-за усиливавшейся склонности к злоупотреблению спиртными напитками и беспорядочным связям с женщинами. 12 марта 1950 года умер 12-летний сын Малышева от первой жены, расследование показало, что ребёнок был отравлен. В ходе следствия было доказано, что отравление произвели Малышев и его сожительница.
В июле 1950 года Крымским областным судом был осуждён за убийство несовершеннолетнего и за незаконное хранение огнестрельного оружия к 8 годам лишения свободы условно. Суд посчитал, что инициатором и главным исполнителем преступления была сожительница, получившая 6 лет лишения свободы и отправленная в исправительно-трудовые лагеря. Решением райкома ВКП(б) от 11 декабря 1950 года Малышев был исключён из партии.
В июне 1951 года был арестован по подозрению в убийстве своей очередной сожительницы, пропавшей без вести. Следствие не смогло найти её тело и доказательства причастности Малышева к её исчезновению, но в ходе расследования были установлены новые обстоятельства гибели сына в 1950 году, свидетельствующие о том, что в этом преступлении Малышев был
организатором. Ему было предъявлено новое обвинение в умышленном убийстве с отягчающими обстоятельствами, и 8 сентября 1951 года Малышев был осуждён Крымским областным судом к 10 годам лишения свободы с лишением воинского звания и государственных наград.
В 1951 году был лишён орденов и медалей. Указом Президиума Верховного Совета СССР от 6 мая 1952 года за проступки, порочащие звание Героя, Малышев был лишён звания Героя Советского Союза и ордена Ленина.
Был освобождён досрочно, с 1957 года жил в Челябинске, затем вернулся в Ялту. Неоднократно безуспешно ходатайствовал о восстановлении в звании Героя. Скончался 13 октября 1973 года в Ялте, где и похоронен.